# Tsugaru shamisen

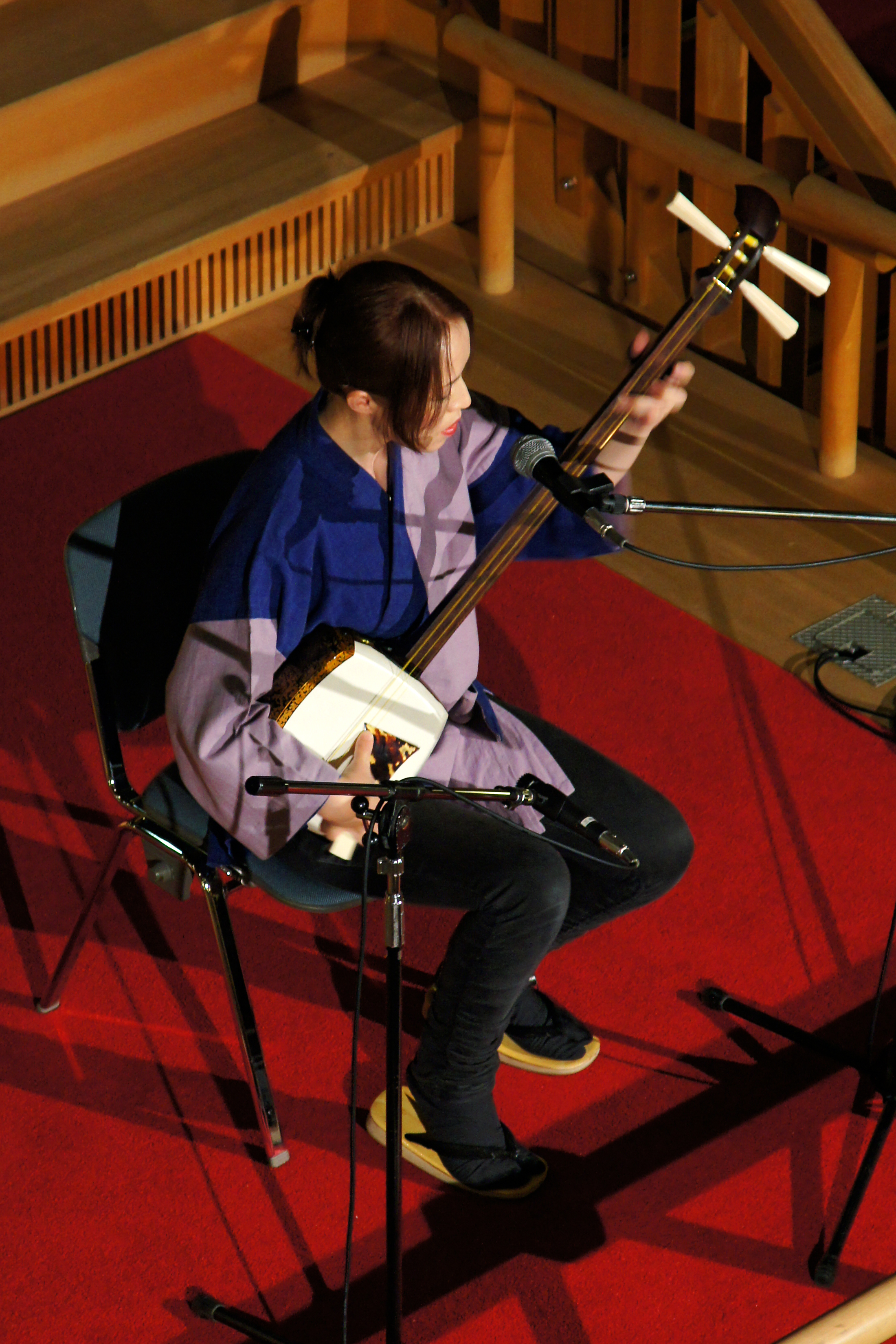
Tsugaru shamisen.

Le Tsugaru shamisen (津軽三味線) ou Tsugaru jamisen, parfois retranscrit Tsugaru jabisen[réf. nécessaire] est un style de musique japonaise folklorique joué sur plusieurs variantes régionales du shamisen (三味線) : futozao (太棹), chūzao (中棹) et hosozao (細棹). Plus rythmé que le shamisen classique, il est originaire de la région de Tsugaru, actuelle préfecture d'Aomori (青森) au Nord de Honshū (本州), l'île principale du Japon.

## Bref historique duTsugaru shamisen
L'histoire veut que le style ait été d'abord pratiqué par des mendiants, souvent aveugles, appelés péjorativement bosama (坊さま) et effectuant le kadotsuke (門付け) (jouer à la porte d'une maison jusqu'à obtenir de l'argent ou de la nourriture).
Selon une croyance, l'un d'eux, appelé Nitaboh (仁太坊), originaire de Kanagi (金木) dans la région de Tsugaru, aurait été le fondateur du style. Bien qu'il soit reconnu maintenant qu'il ne peut avoir été le seul fondateur, la légende aura toutefois donné un film d'animation, Nitaboh, racontant le destin tragique et grandiose de ce dernier, réalisé par les studios de WAO corporation, également groupe d'éducation.
Ce style de musique est structuré par des pièces traditionnelles tels que le Jonkara bushi, Jongara bushi, Nikata ou Aiya bushi (pour en citer des célèbres), ces dernières ne correspondent cependant pas à notre vision de la musique traditionnelle, elles comportent une partie fixe et une partie variable qui est toujours improvisée par le musicien. Ainsi, le Tsugaru shamisen est un style qui se prête facilement à l'improvisation.
Ce style est le plus populaire des musiques jouées au shamisen au Japon et connaît depuis quelques années une réinvention par des artistes modernes tels que Shin'ichi Kinoshita (木乃下 真市), les Yoshida Brothers (吉田兄弟, Yoshida kyōdai), Agatsuma (上妻 宏光, Agatsuma Hiromitsu) et Masahiro Nitta (新田 昌弘, Nitta Masahiro), qui mêlent le shamisen à des instruments plus occidentaux tels que la basse, la batterie et le piano.
Toutefois, les puristes diront que ces artistes ne jouent pas à strictement parler du Tsugaru shamisen. Ils reprennent cependant toutes les techniques qui lui sont propres.
Le musicien américain Kevin Kmetz du groupe Estradasphere est le premier Occidental à acquérir une réelle maîtrise du shamisen dans ce répertoire-là et entend créer le shamisen californien. Il est d'ailleurs le personnage principal d'un documentaire appelé The Birth of California Shamisen retraçant comment il en est venu à être le premier étranger à recevoir le prix Daijo Kazuo du championnat national de Tsugaru shamisen de Kanagi.

## Artistes deTsugaru shamisen(au sens large)
- Keishō Ōno
- Takahashi Chikuzan
- Takashi Sasaki
- Yoshida Brothers
- Shin'ichi Kinoshita
- Masahiro Nitta
- Kiki : Hikari Shirafuji et Kanami Takeda
- Hiromitsu Agatsuma (en)
- Kevin Kmetz